# Liste de films tournés à Bordeaux
Ceci est une liste de longs métrages tournés ou comportant des scènes tournées à Bordeaux.

## Liste des films
- 1939 : L'Intrigante d’Émile Couzinet
avec Germaine Aussey, Paul Cambo, Charlotte Clasis.
- 1947 : Hyménée d’Émile Couzinet
avec Gaby Morlay, Maurice Escande, Alice Field, Colette Richard.
- 1949 : Cinq tulipes rouges de Jean Stelli
avec René Dary, Suzanne Dehelly, Raymond Bussières.
- 1956 : Des gens sans importance d’Henri Verneuil
avec Jean Gabin, Françoise Arnoul, Pierre Mondy, Yvette Étiévant, Dany Carrel, Nane Germon, André Dalibert.
- 1964 : Le Corniaud de Gérard Oury
avec André Bourvil, Louis de Funès, Venantino Venantini, Henri Génès, Beba Loncar.
- 1965 : Le Coup de grâce de Jean Cayrol
avec Danielle Darrieux, Michel Piccoli, Olivier Hussenot, Florence Guerfy.
- 1970 : Élise ou la vraie vie de Michel Drach
avec Marie-José Nat, Mohamed Chouikh, Bernadette Lafont, Catherine Allegret, Pierre Maguelon.
- 1972 : Un flic de Jean-Pierre Melville
avec Alain Delon, Richard Crenna, Catherine Deneuve, Riccardo Cucciolla, Michael Conrad, Paul Crauchet, Simone Valère.
- 1977 : La Menace d’Alain Corneau[1]
avec Yves Montand, Carole Laure, Marie Dubois, Jean-François Balmer, Marc Eyraud, Roger Muni, Jacques Rispal.
- 1980 : Pile ou Face de Robert Enrico
avec Philippe Noiret, Michel Serrault, Dorothée, André Falcon, Bernard Le Coq, Pierre Arditi.
- 1982 : Les Misérables de Robert Hossein
avec Lino Ventura, Michel Bouquet, Jean Carmet, Evelyne Bouix, Christiane Jean, Robin Renucci, Roger Hanin.
- 1986 : Les Fugitifs de Francis Veber
avec Pierre Richard, Gérard Depardieu, Jean Carmet, Maurice Barrier, Jean Benguigui, Roland Blanche, Anaïs Bret.
- 1989 : Valmont de Miloš Forman
avec Colin Firth, Annette Bening, Meg Tilly, Fairuza Balk, Siân Phillips, Jeffrey Jones, Henry Thomas.
- 1990 : La Fête des pères de Joy Fleury
avec Thierry Lhermitte, Alain Souchon, Gunilla Karlzen, Rémi Martin, Micheline Presle.
- 1991 : Colette de Danny Huston
avec Mathilda May, Klaus Maria Brandauer, Virginia Madsen.
- 1992 : Albert souffre de Bruno Nuytten
avec Julien Rassam, Jean-Michel Portal, Estelle Skornic.
- 1994 : L'Ange noir de Jean-Claude Brisseau
avec Sylvie Vartan, Michel Piccoli, Tchéky Karyo, Philippe Torreton.
- 1994 : La Reine Margot de Patrice Chéreau
avec Isabelle Adjani, Daniel Auteuil, Jean-Hugues Anglade, Vincent Pérez, Virna Lisi, Dominique Blanc, Pascal Greggory, Asia Argento.
- 1996 : Beaumarchais, l'insolent d’Édouard Molinaro
avec Fabrice Luchini, Sandrine Kiberlain, Manuel Blanc, Michel Aumont, Jean-François Balmer, Jean-Claude Brialy, Isabelle Carré, José Garcia.
- 1998 : La Cousine Bette de Des McAnuff
avec Jessica Lange, Elisabeth Shue, Bob Hoskins, Hugh Laurie, Aden Young, Kelly Macdonald, Geraldine Chaplin.
- 1999 : Mauvaise passe de Michel Blanc
avec Daniel Auteuil, Stuart Townsend, Liza Walker, Noah Taylor, Frances Barber, Claire Skinner.
- 2000 : Baise-moi de Virginie Despentes
avec Karen Lancaume, Raffaëla Anderson.
- 2001 : Vidocq de Pitof
avec Gérard Depardieu, Guillaume Canet, Inés Sastre, André Dussollier, Edith Scob, Moussa Maaskri, Jean-Pierre Gos.
- 2002 : Se souvenir des belles choses de Zabou Breitman
avec Isabelle Carré, Bernard Campan, Bernard Le Coq, Zabou Breitman, Anne Le Ny, Dominique Pinon, Aude Briant, Denys Granier-Deferre.
- 2002 : À la folie... pas du tout de Lætitia Colombani[2]
avec Audrey Tautou, Samuel Le Bihan, Isabelle Carré, Clément Sibony, Sophie Guillemin.
- 2003 : Bon voyage de Jean-Paul Rappeneau
avec Isabelle Adjani, Gérard Depardieu, Virginie Ledoyen, Yvan Attal, Grégori Derangère.
- 2003 : La fleur du mal de Claude Chabrol
avec Nathalie Baye, Benoît Magimel, Suzanne Flon, Bernard Le Coq, Mélanie Doutey.
- 2004 : Les Gaous d’Igor Sekulic
avec Matthias Van Khache, Hervé Lassïnce, Richard Bohringer, Mareva Galanter.
- 2006 : La Faute à Fidel ! de Julie Gavras
avec Julie Depardieu, Stefano Accorsi, Nina Kervel-Bey, Benjamin Feuillet.
- 2007 : Coupable de Laetitia Masson
avec Jérémie Renier, Hélène Fillières, Denis Podalydès, Anne Consigny, Amira Casar.
- 2008 : Nos 18 ans de Frédéric Berthe
avec Théo Frilet, Valentine Catzéflis, Michel Blanc, Arthur Dupont, Bernadette Lafont.
- 2009 : Domaine de Patric Chiha[3]
avec Béatrice Dalle, Isaïe Sultan, Alain Libolt, Raphael Bouvet.
- 2012 : Un jour mon père viendra de Martin Valente[4]
avec Gérard Jugnot, François Berléand, Olivia Ruiz.
- 2014 : Welcome in palombie de Kévin Cattoen
avec Kévin Cattoen, Aurélie Torralba, Ometeotl Désiré
- 2017 : Mamma Mia! Here We Go Again[5]
- 2019 : Le Premier oublié de Christophe Lamotte[6]
avec M. Pokora, Muriel Robin et Grégoire Champion

## Sources
- Lieux de tournage à Bordeaux L2TC.com, consulté le 23 septembre 2010.
- Ça s'est tourné près de chez vous filmfrance.net, consulté le 15 septembre 2010.
- (en) Titles with location matching Bordeaux imdb.com, consulté le 2 septembre 2010.